# 內湖路
內湖路是臺北市內湖區的一條道路，前身為興建於明治40年（1907年）的內湖圓山道，是內湖最早一條免渡河聯外道路。由內湖山腳經北勢湖、大直、劍潭至圓山。現今內湖路全線分為三段，一段自北安路起至文德路、江南街口，與臺北捷運內湖線高架段並行，設有西湖、港墘兩站，南側即為內湖科學園區。二段則至原梘頭橋(今二段及三段交會處)止，有碧湖公園、臺灣戲曲學院、內湖庄役場會議室及內湖老街等著名地標；三段則至大金面山北面山腳下的新陂尾山區止。